# Semovente 75/18
A Semovente 75/18 egy második világháborús olasz önjáró löveg volt. A jármű fő fegyverzete egy Obice da 75/18 Modello 1934 hegyi löveg volt, melyet egy M13/40 vagy egy M14/41 harckocsi alvázára építettek. A gyártás 1941-ben kezdődött, az első 60 járművet az M13/40 harckocsi alvázának, a következő 162 járművet pedig az M14/41 harckocsi alvázának a felhasználásával gyártották. A Semovente 75/18 önjáró löveget köztes megoldásnak szánták, amíg a P40 nehéz harckocsi gyártását el nem kezdik.

## Történet
Egy olasz tüzérezredes, Sergio Berlese (az Obice da 75/18 modello 34 tervezője) javasolta, hogy Olaszországnak készítenie kellene egy olyan páncélozott harcjárművet, mint a német StuG III, amely a franciaországi hadjárat idején debütált. Az első prototípust gyorsan összeállították, és 1941 február 10-én le is szállították, mindössze 12 hónappal az alapjául szolgáló M13/40 harckocsi megjelenése után. Ezt követően további 60 példányt rendeltek. Az új járművek 1941-ben érkeztek, majd 1942 januárjában egyenesen Észak-Afrikába szállították őket. Ez az első szállítmány alapult az M13 alvázán, annak gyenge 125 lóerős motorjával (emiatt álltak át az M14 alvázára és annak 145 lóerős motorjára).
Szerkezetileg az önjáró löveg páncélzata szegecselt acéllemezekből állt, amely vastagabb, de kevésbé döntött volt, mint az eredeti harckocsié (a maximális 42 mm helyett 50 mm). A homlokpáncél közel függőleges volt, de két acéllemezből állt, melyek együttesen erősebbek voltak, mintha csak egy acéllemezt használtak volna.

## Mechanika és technológia

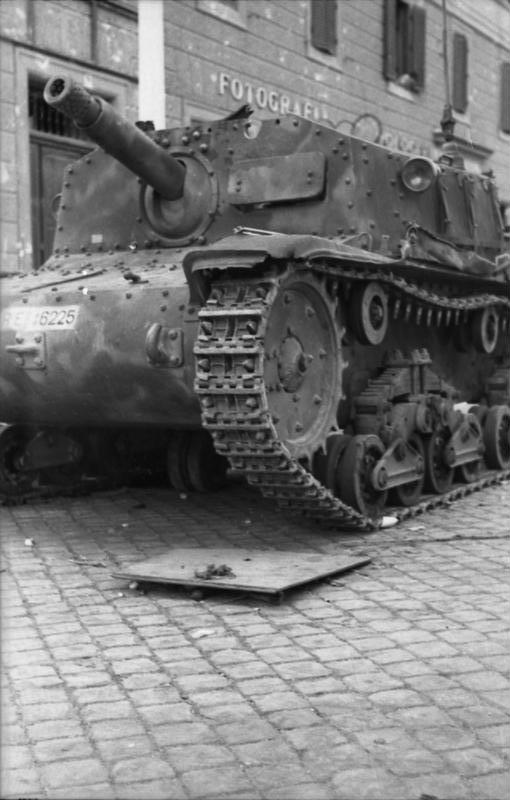
1943-as fénykép egy Semovente 75/18 önjáró lövegről Olaszországban. A fényképen jól megfigyelhető a 75 mm-es főlöveg

A vezetőfülke és a küzdőtér a jármű elején helyezkedett el. A motor e mögött kapott helyet, amely az olasz tervezésű járműveknél megszokott elrendezés. A motortér nem ugyanabban a felépítményben helyezkedett el, mint a küzdőtér, szélessége és magassága is különbözött attól, teljesen külön helyezték el egy ferde, valamivel kisebb motorházban, melynek tetején ellenőrző paneleket helyeztek el. Mechanikailag hasonlított az M13/40 harckocsikhoz, négy forgózsámolyon elhelyezett nyolc kicsi futógörgővel szerelték fel, melyeket két kar kötött párokba. A felfüggesztésről laprugókkal gondoskodtak, amely megbízható megoldás volt, de rontotta a teljesítményt és így a sebességet. A sebességváltó a jármű elejében található. A kezelőszemélyzet mindössze három főből állt: vezető, lövegkezelő és a harckocsi parancsnok.
A fő fegyverzet a 75/18 mm löveg leszármazottja, egy igen modern hadosztály-tüzérségi üteg volt. 18 kaliber hosszú volt, 40°-os oldalirányzási és -12/+22°-os függőleges irányzási lehetőséggel. A lövegre csőszájféket szereltek, a járművön pedig többféle, a célzást elősegítő rendszert helyeztek el (távcsövek, periszkópok stb.). Az alacsony csőtorkolati sebesség (nagyjából 450 m/s) kis lőtávolságot eredményezett, 9500 méter a legnagyobb, 45°-os szögben, de mivel a löveget felépítménybe szerelték, így az csak 22°-os függőleges emelési szöget engedett, ezáltal a lőtávolság 7–8 km-re korlátozódott. Hasonló okok miatt a lőtávolság közvetlen tüzelési módban ugyancsak korlátozódott, főleg mozgó célpontokkal szemben. Mindössze egy darab tetőre rögzített géppuska állt rendelkezésre közelharchoz, de gyakran még ezt is hanyagolták. Eredetileg ez egy 6,5 mm-es Breda géppuska volt, melyet később egy 8 mm-es típusra cseréltek. A lőszerkapacitás 44 darab 75 mm-es ágyúgránát és 1108 darab 8 mm-es géppuskatöltény volt. Gyakran alkalmaztak a járművön egy RF1 CA rádiót, melyet a lövegkezelő működtetett.

## Szolgálat

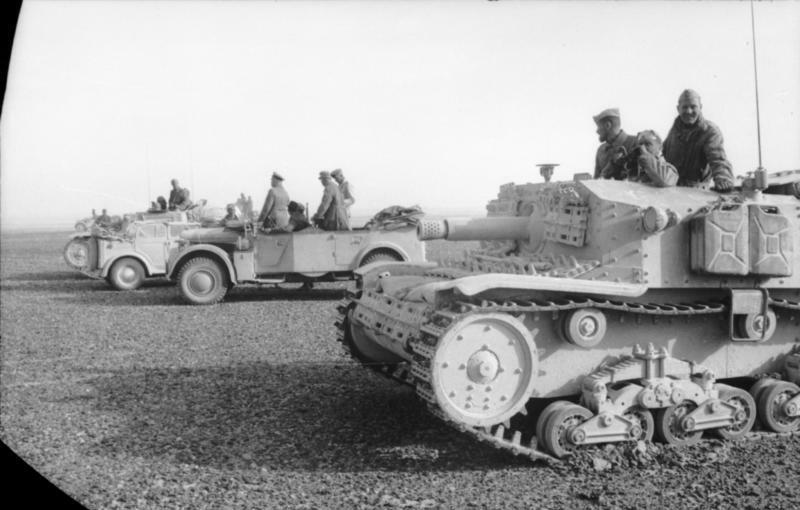
Semovente 75/18 az észak-afrikai hadjárat alatt, 1942

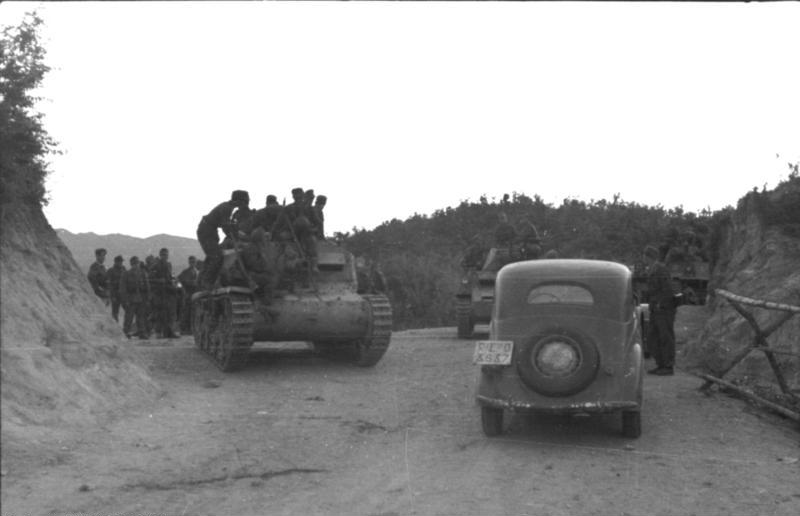
Semovente 75/18 német katonákkal Albániában, 1943 szeptember

Bár ezeket a gépezeteket nem ismerték széles körben, a jármű jól szerepelt a maga feladatkörében. Habár technikailag hasonlított a StuG III rohamlöveghez, teljesen más célra használták, mivel puszta rohamlöveg helyett hadosztály-tüzérségként alkalmazták. A szervezeti struktúra alapján minden páncélos hadosztály rendelkezett két tüzércsoporttal, ezen belül pedig két üteggel (négy 75/18 önjáró löveg és egy parancsnoki jármű). A teljes mennyiség 18 darab 75/18 önjáró löveg (beleértve két tartalék járművet) és 9 parancsnoki jármű, melyek további rádióberendezéssel és a főlöveg helyén egy 13 mm-es géppuskával voltak felszerelve. Az eredetileg rendelt 60 darab jármű elegendő volt a három páncélos hadosztály támogatásához.
A Semovente 75/18 önjáró lövegeket széles körben alkalmazták az M13/40 harckocsikkal felszerelt egységek mellett az észak-afrikai hadjárat során, majd pedig a szövetséges szicíliai inváziója során. Észak-Afrikában igen hatásosak voltak az amerikai építésű M3 Grant és M4 Sherman harckocsik ellen, melyeket a britek vetettek be.
Eredetileg ezeket az olasz járműveket hadosztály-tüzérségként alkalmazták, de mivel a teljesen zárt küzdőterük elég védelmet nyújtott a kezelőszemélyzet számára, első vonalbeli bevetésekre is használták. Közvetett támogatást is nyújthattak, de ha a szükség úgy hozta rohamlövegként vagy páncélvadászként is bevethették. A használható lőszertípusok között voltak a repesz-romboló (HE), páncéltörő (AP) és a kumulatív (HEAT) lövedékek, így a jármű fegyverzete elég ütőképes volt ahhoz, hogy a szövetséges harckocsikat leküzdhesse, mint például az M4 Sherman. Valójában ezek a járművek voltak a felelősek az olasz katonák 1942-43 között elért több sikeréért is.
1942-ben még több járművet építettek: 132 vagy 146 darabot, de ezeket már az M14/41 alvázára. Főleg védelmi feladatkörben harcoltak, mivel alacsony struktúrájuk és tornyuk hiánya ideálissá tette őket erre a feladatkörre.
A Semovente 75/18 önjáró löveg egy sikeres tervezet volt, és annak ellenére, hogy szerény minőségű olasz páncélozott harcjárművek voltak, jól teljesítettek a harctereken. Az olasz tüzérség által nagyon innovatív módon alkalmazták a járműveket, mivel ezek voltak az első önjáró lövegek, melyeket hadosztály szinten vetettek be. Az olasz hadsereg nagy része komoly hiányt szenvedett a mobilis tüzérségből, ez a néhány gépezet (1942-ig nem is vetették még be őket) nem tudott ezen a tényen változtatni.
A 75 mm-es kumulatív lövedékek képessége kiemelkedő volt, mivel ez volt az egyetlen olyan löveg, melyet az olasz páncélozott harcjárművekben használtak, amelyik le tudta küzdeni a nehezebb ellenséges járműveket, kivéve persze a Churchill harckocsikat. Enélkül a lövedék nélkül a 75/18 közel sem lett volna olyan hatékony az alacsony csőtorkolati sebesség és lőtávolság miatt.
Önjáró löveghez képest lőszerrakománya épphogy elég, csakúgy mint a löveg tűzereje és lőtávolsága. A későbbi magasabb és nyitott tetejű járművek, mint az M7 Priest, Sexton vagy a Wespe lőszerterhelése és lőtávolsága sokkal fölényesebb volt. A Semovente 75/18 tűzgyorsasága igen alacsony volt, a háromfős személyzetből kifolyólag. A párhuzamosított géppuska hiánya ugyancsak lényeges hiányosság volt egy „igazi” harckocsival összehasonlítva. Csupán 1943-ra rendszeresítettek lánctalpas lőszerszállító járműveket, melyek további 99 gránátot szállítottak a főlöveghez, így felgyorsítva az önjáró löveg újratöltését. A legyártott mennyiség kielégítő volt, habár az olasz szabványokhoz képest igen jó minőségű járműről van szó.
Az 1942-es év elején ezek a járművek részt vettek minden fontosabb sivatagi ütközetben, az el-alameini csata csúcspontjától egészen a tunéziai visszavonulásig, ahol főleg közvetlen páncélelhárító és tűztámogató feladatkörre használták.
Egy hosszabb és sokkal erősebb löveg bevezetésének szükségessége vezetett a 75/34, 75/46 és a 105/25 önjáró lövegek kifejlesztéséhez.

## Fordítás
- Ez a szócikk részben vagy egészben  a   Semovente 75/18 című angol Wikipédia-szócikk ezen változatának fordításán alapul.  Az eredeti cikk szerkesztőit annak laptörténete sorolja fel. Ez a jelzés csupán a megfogalmazás eredetét és a szerzői jogokat jelzi, nem szolgál a cikkben szereplő információk forrásmegjelöléseként.

## Ajánlott irodalom
- Leland Ness (2002) Jane's World War II Tanks and Fighting Vehicles: The Complete Guide, Harper Collins, London and New York, ISBN 0-00-711228-9